# Dean Barker
Pour les articles homonymes, voir Barker.
Dean Barker, né le 18 avril 1972 à Takapuna, est un marin néo-zélandais. Il est notamment connu pour ses participations à la coupe de l'America avec le syndicat Emirates Team New Zealand dont il a été le skipper de 2000 à 2015.

## Biographie

### Apprentissage en séries olympiques
Ayant grandi dans la baie d'Auckland, Dean Barker découvre très tôt la voile avec son père, qui lui offre un Optimist à neuf ans. Après sa scolarité calme et sérieuse à la Westlake Boys High School d'Auckland, il entame une formation en commerce mais quitte l'école pour se consacrer à la voile. Bénéficiant du soutien financier de son père, propriétaire du chaîne de vêtements, il navigue tout d'abord sur classe P – à bord duquel il remporte les coupes Tauranga et Tanner en 1988 – et 470, avant de se spécialiser en Laser. Il remporte le championnat du monde junior de Laser en 1990 à Muiden, aux Pays-Bas, puis en termine deuxième l'année suivante à Largs, en Écosse. Aux championnats du monde de Laser de 1993, tenus à Auckland, Barker termine à la 10e place après d'excellentes premières régates. Cette déception le pousse à abandonner le Laser pour le Finn, avec l'espoir de participer aux Jeux olympiques de 1996. Il s'entraine alors avec le médaillé de bronze de Barcelone Craig Monk.
Il est alors contacté par Russell Coutts, le skipper du défi néo-zélandais Team New Zealand, pour participer à la coupe de l'America 1995 à San Diego. Il s'entraîne pendant cinq mois avec l'équipe mais il privilégie sa préparation olympique et reste à Auckland. Il domine les sélections olympiques avant de s'effondrer dans les dernières régates, battu par Monk. Très atteint moralement, il songe sérieusement à abandonner la voile. Il participe alors à des rallyes automobiles en Nouvelle-Zélande en Ford Escort.

### Coupes de l'America avec Team New Zealand
Russell Coutts le rappelle auprès de lui et il intègre la cellule arrière de Team New Zealand. Mis à la tête d'une équipe rajeunie, il obtient de bons résultats sur la scène internationale de match racing et il devient le skipper du bateau d'entraînement pour la coupe de l'America 2000. Il se révèle alors être un adversaire de choix pour Coutts, battu par son protégé près d'une fois sur deux. Après être sorti victorieux des quatre premières régates de la coupe de l'America 2000 face au challenger italien Prada, Russell Coutts lui témoigne de sa confiance en lui confiant la barre de Team New Zealand pour la 5e régate, décisive pour la victoire finale. Barker en sort victorieux, apportant à son équipe le dernier point nécessaire à la défense du trophée.  
À la suite de cette victoire, Coutts, Brad Butterworth et d'importants membres du défi néo-zélandais rejoignent l'équipe suisse d'Alinghi. Dean Barker se retrouve seul à la tête de Team New Zealand avec le navigateur et designer Tom Schnackenberg. Il s'attache à reconstruire l'équipe en vue de la coupe de l'America 2003. En mai 2000, deux mois après avoir pris la tête de TNZ, il remporte le championnat du monde de match-racing. Cette expérience lui a permis de gagner en maturité, qui impressionne ses proches et les observateurs en raison de son jeune âge,.
En 2003, Barker affronte Alinghi, vainqueur de la coupe Louis-Vuitton et conduit par son mentor Russell Coutts. Dans une compétition très disputée, le voilier NZL-82 rencontre des difficultés techniques importantes et doit abandonner dans les régates 1 et 4 pendant que son spi se déchire dans la cinquième, laissant Alinghi voguer vers la victoire finale. Barker se rabat alors sur le Finn. Il termine 12e des championnats du monde et se qualifie pour les Jeux olympiques d'Athènes, où il termine à la 13e place.
Grant Dalton, le nouveau directeur d'Emirates Team New Zealand, lui maintient sa confiance et le reconduit au poste de skipper. Il remporte les championnats 2004 et 2006 des Louis-Vuitton Acts, terminant deuxième du championnat 2005 derrière Alinghi. Après avoir remporté la coupe Louis-Vuitton 2007, il s'incline 5-2 en finale de la coupe de l'America, terminant la dernière manche à seulement une seconde d'Alinghi. Alors qu'Alinghi et le challenger BMW Oracle Racing s'affrontent devant les tribunaux à propos du protocole de la 33e coupe de l'America, le gouvernement néo-zélandais et Emirates Team New Zealand mettent en place les Louis Vuitton Pacific Series, une version simplifiée de la coupe de l'America. Cette épreuve, qui se déroule en janvier et février 2009, voit la victoire d'Emirates Team New Zealand sur Alinghi. L'année suivante, Barker remporte trois des quatre épreuves du Trophée Louis-Vuitton, dernières à voir des duels de Class America.

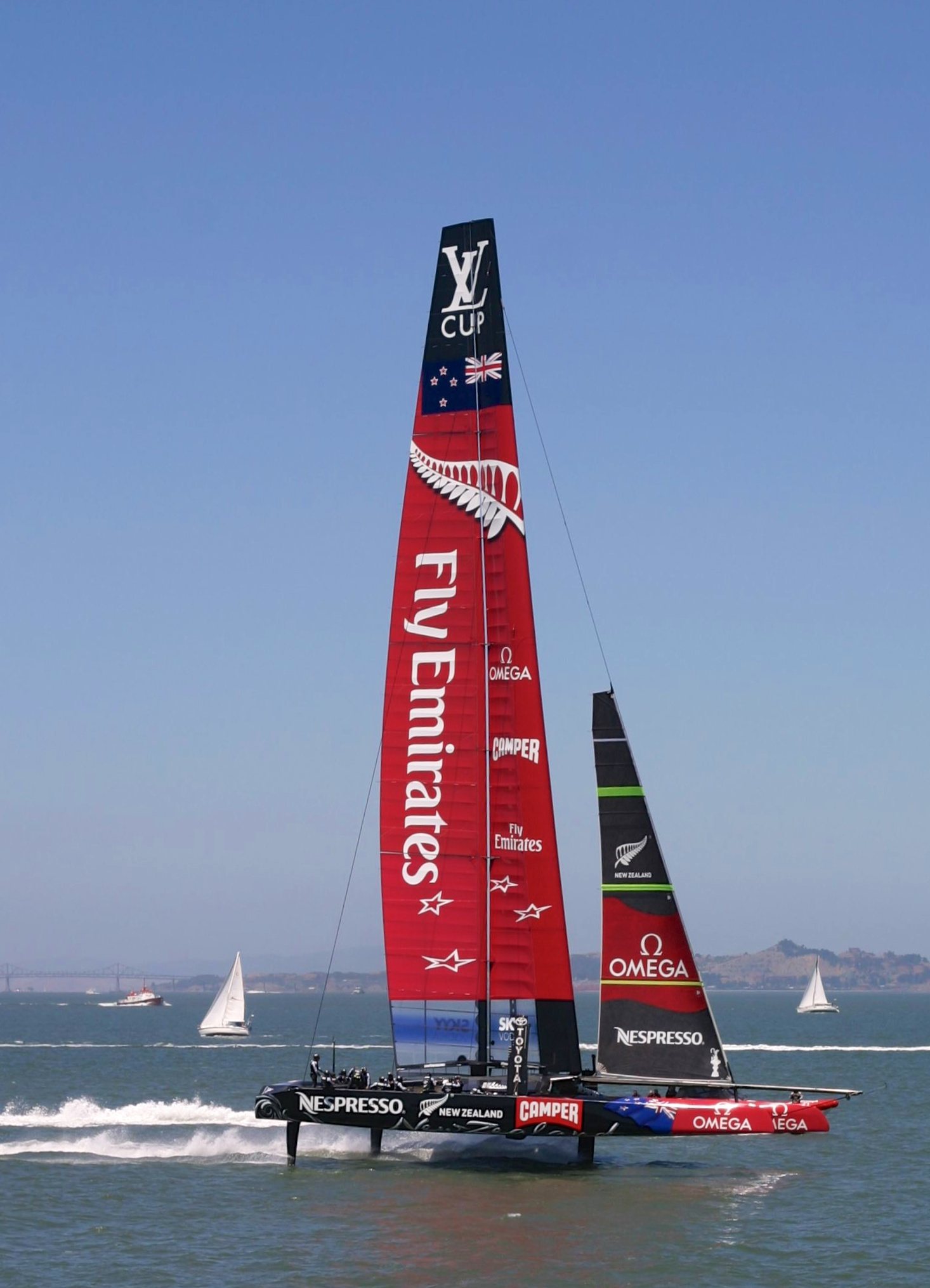
Emirates Team New Zealand dans la baie de San Francisco avant le début de la coupe Louis-Vuitton 2013.

En effet, après la victoire de BMW Oracle Racing dans la coupe de l'America 2010, le défi américain décide la création d'une nouvelle jauge de voiliers pour la 34e édition, prévue en 2013, des catamarans de 22 mètres propulsé par une aile. Dean Barker, qui n'a jamais véritablement navigué en multicoque, fait l'acquisition d'un catamaran Classe A pour se familiariser au maniement de ces voiliers. Il s'entraîne longuement avec l'Australien Glenn Ashby, plusieurs fois champion du monde sur Classe A, Tornado et F18 et entraineur du skipper d'Oracle James Spithill en 2009 et 2010. En janvier 2011, il participe aux championnats d'Australie et termine à la cinquième place, démontrant ses capacités d'adaptation et étant souvent le plus rapide sur les bords de près. Barker poursuit son apprentissage du catamaran en participant avec Emirates Team New Zealand au circuit Extreme 40. Après avoir dominé le début de la saison, les Néo-Zélandais terminent le championnat à la troisième place, derrière Luna Rossa et Groupe Edmond de Rothschild.
En 2012, il remporte avec ETNZ le championnat des régates en flotte des America's Cup World Series, courus sur des catamarans AC45. En 2013, il termine troisième des World Series avant de remporter largement la coupe Louis-Vuitton face à Luna Rossa Challenge, en ne concédant qu'une défaite sur l'ensemble de la compétition. Face à Oracle Team USA, il domine les premières manches de la coupe de l'America, menant jusqu'à 8-1, avant de voir Oracle Team USA remporter huit victoires de suite et gagner la coupe sur le score de 9-8.
Dean Barker participe à la saison 2014 des Extreme Sailing Series. 

### Départ d'ETNZ
Après une semaine de rumeurs, ETNZ annonce le 26 février 2015 que Dean Barker est remplacé à la barre par le médaillé olympique Peter Burling et à la direction sportive par Glenn Ashby. Barker, qui a appris la nouvelle par les médias, s'est déclaré « écœuré » par le comportement de Grant Dalton et annonce qu'il quitte le syndicat néo-zélandais. La nouvelle suscite une vive controverse en Nouvelle-Zélande.
Il rejoint le 4 mars l'équipe russe Team Nika en tant que tacticien pour la saison 2015 du championnat monotype RC44.

### Vie privée
Dean Barker est marié à la joueuse de hockey sur gazon Mandy Smith (en) depuis 2004, avec qui il a eu quatre enfants.

## Palmarès

### Coupe de l'America
- 2000 : vainqueur de la coupe de l'America
- 2003 : finaliste de la coupe de l'America
- 2007 :
  - finaliste de la coupe de l'America
  - vainqueur de la coupe Louis-Vuitton

- 2013  : 
  - finaliste de la coupe de l'America
  - vainqueur de la coupe Louis-Vuitton
- 2017 :
  - skipper de Softbank Tean Japan
- 2020 :
  - Barreur de American magic

### Championnats du monde
- 1990 : vainqueur du championnat du monde junior de Laser
- 1991 : deuxième du championnat du monde junior de Laser
- 2000 : vainqueur du championnat du monde de match racing

### Championnats nationaux
- 1988 : vainqueur des coupes Tauranga et Tanner en P-Class
- 1998, 2004, 2005, 2006, 2008 : champion de Nouvelle-Zélande de match racing